# (21867) 1999 TQ251
1999 تي كيو 251 (ويعرف أيضًا باسم (21867) 1999 تي كيو 251 وفق تسمية الكوكب الصغير) (بالإنجليزية: 1999 TQ251)‏ هو كويكب ضمن حزام الكويكبات؛ وترتيبه 21867 من حيث الاكتشاف.
اكتُشف هذا الجُرم الفلكي بواسطة بحث لنكولن عن الكويكبات القريبة من الأرض في 9 أكتوبر 1999.

## وصلات خارجية
- (21867) 1999 TQ251 في قاعدة بيانات مختبر الدفع النفاث لأجرام النظام الشمسي الصغيرة

- الاكتشاف · مخطط المدار ·  العناصر المدارية · المعلمات المادية

- (21867) 1999 TQ251 على موقع ويكي سكاي: DSS2, SDSS, GALEX, IRAS, Hydrogen α, X-Ray, Astrophoto, Sky Map, Articles and images